# Stazione di Rosario Nord
La stazione di Rosario Nord (Estación Rosario Norte in spagnolo) è una delle due principali stazioni ferroviarie della città di Rosario, principale centro della provincia di Santa Fe. Dai suoi binari partono treni a lunga percorrenza per Buenos Aires, Córdoba e Tucumán.
È situata all'interno del barrio di Alberto Olmedo, posto a nord-ovest del centro della città argentina.

## Storia
La stazione fu aperta al traffico dalla compagnia ferroviaria Ferrocarril Buenos Aires a Rosario come terminale della linea per Buenos Aires.
Nel 1977 i treni locali a media e breve distanza che partivano da Rosario Nord vennero cancellati. Nel 1991, nell'ambito delle politiche di privatizzazione portate avanti dal governo di Carlos Menem, lo stato argentino cancellò quasi tutti i treni passeggeri a lunga distanza, mentre quelli merci vennero ceduti a compagnie private. L'anno seguente venne infine cancellato il servizio tra Rosario Nord e la stazione di Retiro di Buenos Aires.
La stazione riaprì al traffico ferroviario quando rientrò in funzione il treno tra Rosario e Tucumán. Allo stesso tempo l'amministrazione comunale recuperò parte degli ambienti interni destinandola ad un uffici e spazi pubblici.
Nel 2014 il servizio passeggeri della stazione di Rosario Nord tornò nelle mani dello stato argentino attraverso la neocostituita compagnia Operadora Ferroviaria. Nel giugno 2016 lo scalo tornò ad essere collegato con dei convogli passeggeri per la stazione Retiro di Buenos Aires.